# Лицевой нерв

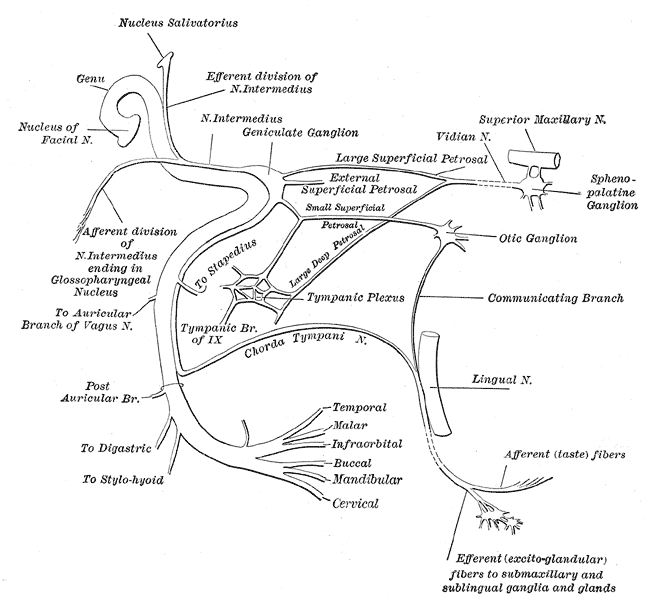
Схема лицевого нерва

Лицевой нерв (лат. nervus facialis) — седьмой (VII) из двенадцати черепных нервов, выходит из мозга между варолиевым мостом и продолговатым мозгом. Лицевой нерв иннервирует мимические мышцы лица. Также в составе лицевого нерва проходит промежуточный нерв, ответственный за иннервацию слёзной железы, стременной мышцы и вкусовую чувствительность двух передних третей языка.

## Анатомия
Отростки клеток, образующих ядро лицевого нерва, следуют вначале в дорсальном направлении, огибая ядро отводящего нерва, затем образуя коленце лицевого нерва, направляются вентрально и выходят на нижнюю поверхность мозга у заднего края моста, выше и латеральнее оливы продолговатого мозга.
Лицевой нерв фактически состоит из двух частей: собственно лицевой нерв (двигательная часть) и смешанной (парасимпатические волокна от парасимпатического верхнего слюнного ядра, чувствительные волокна от ядра одиночного пути). Таким образом, сам лицевой нерв имеет смешанный волоконный состав).
На основании мозга промежуточный нерв (лат. n.intermedius) появляется вместе с лицевым. В дальнейшем оба нерва вместе с преддверно-улитковым нервом (лат. n.vestibulocochlearis) (VIII пара черепных нервов) входят через внутреннее слуховое отверстие (лат. porus acusticus internus) на задней поверхности пирамиды височной кости во внутренний слуховой проход (лат. meatus acusticus internus). Здесь лицевой и промежуточный нервы соединяются и через поле лицевого нерва (лат. area n.facialis), вступают в канал лицевого нерва. В месте изгиба этого канала образуется коленце лицевого нерва (лат. geniculum n.facialis), и утолщается за счёт узла коленца (лат. ganglion geniculi). Этот узел содержит первые ядра чувствительной части промежуточного нерва.
Лицевой нерв повторяет все изгибы одноимённого костного канала и, выходя из височной кости через шилососцевидное отверстие (лат. foramen stylomastoideum), ложится в толщу околоушной железы (лат. glandula parotis), где делится на свои основные ветви.

## Ветвление
Внутри пирамиды височной кости от промежуточного нерва отходит ряд ветвей:
1. Большой каменистый нерв (лат. n. petrosus major), начинается вблизи узла коленца и состоит из парасимпатических волокон. Он выходит из пирамиды височной кости через расщелину канала большого каменистого нерва (лат. hiatus canalis n. petrosi majoris), ложится в одноимённую борозду (лат. sulcus n. petrosi majoris) и выходит из полости черепа через рваное отверстие (лат. foramen lacerum). В дальнейшем этот нерв, пройдя через крыловидный канал клиновидной кости (лат. canalis pterygoideus ossis sphenoidalis), вступает в крылонёбную ямку (лат. fossa pterygopalatina), соединяется с глубоким каменистым нервом (лат. n. petrosus profundus) — веточкой симпатического верхнего шейного узла, объединяется с ним и образует нерв крыловидного канала (лат. n. canalis pterygoideus). Этот нерв (имея симпатические и парасимпатические волокна) достигает крылонёбного узла (лат. ganglion pterygopalatinum). Преганглионарные волокна большого каменистого нерва переключаются на клетках этого узла. Постганглионарные волокна идут в составе скулового нерва (волокна верхнечелюстного нерва, который является второй ветвью тройничного нерва), а далее — в составе соединительной ветви к слёзному нерву и слёзного нерва (волокна глазного нерва, который является первой ветвью тройничного нерва), достигая и иннервируя слёзную железу (лат. glandula lacrimalis). Таким образом большой каменистый нерв иннервирует слёзную железу, а также железы слизистой носовой полости.
2. Соединительная ветвь с барабанным сплетением (лат. ramus communicans cum plexus tympanico) отходит от узла коленца или от большого каменистого нерва и следует к малому каменистому нерву (лат. n. petrosus minor), ответвлению языкоглоточного нерва (лат. n. glossopharyngeus).
3. Стременной нерв (лат. n. stapedius) представляет собой очень тонкую двигательную ветвь, которая начинается от нисходящей части лицевого нерва, подходит к стременной мышце и иннервирует её.
4. Соединительная ветвь с блуждающим нервом (лат. ramus communicans cum nervo vago) — тонкий нерв, подходит к нижнему узлу блуждающего нерва.
5. Барабанная струна (лат. chorda tympani) является концевой ветвью промежуточного нерва. Она отходит от ствола лицевого нерва несколько выше шилососцевидного отверстия, входит в барабанную полость (лат. cavum tympani) со стороны задней стенки, образуя небольшую дугу, обращённую вогнутостью вниз, и залегает между рукояткой молоточка и длинной ножкой наковальни. Подойдя к каменисто-барабанной щели (лат. fissura petrotympanica), барабанная струна покидает через неё череп. В дальнейшем она направляется книзу и, пройдя между медиальной и латеральной крыловидными мышцами (лат. m.pterygoideus medialis et lateralis), под острым углом входит в язычный нерв (лат. n. lingualis). По своему ходу барабанная струна ветвей не отдаёт, только в самом начале, после выхода из черепа, соединяется несколькими ветвями с ушным узлом. Барабанная струна состоит из двух видов волокон: предузловых парасимпатических, представляющих собой аксоны клеток верхнего слюноотделительного ядра (лат. nucleus salivatorius superior), и волокон вкусовой чувствительности — дендритов клеток узла коленца лицевого нерва. Центральные отростки (аксоны) узла коленца заканчиваются в ядре одиночного пути (лат. nucleus tractus solitarii). Часть волокон барабанной струны, входящих в состав язычного нерва, направляется к поднижнечелюстному и подъязычному узлам в составе узловых ветвей, а другая часть достигает слизистой оболочки спинки языка (вкусовая чувствительность передних 2/3 языка).

Выйдя через шилососцевидное отверстие из пирамиды височной кости, лицевой нерв ещё до вхождения в толщу околоушной железы отдаёт ряд ветвей:
1. Задний ушной нерв (лат. n. auricularis posterior), начинается непосредственно под шилососцевидным отверстием, поворачивает кзади и кверху, идёт позади наружного уха и разделяется на две ветви: переднюю ушную ветвь (лат. r. auricularis), и заднюю — затылочную (лат. r. occipitalis). Ушная ветвь иннервирует заднюю и переднюю ушные мышцы, поперечную и косую мышцы ушной раковины, противокозелковую мышцу. Затылочная ветвь иннервирует затылочное брюшко надчерепной мышцы (лат. m. epicranius) и соединяется с большим ушным и малым затылочным нервами шейного сплетения и с ушной ветвью блуждающего нерва.
2. Шилоподъязычная ветвь (лат. r. stylohyoideus) может отходить от заднего ушного нерва (лат. n. auricularis posterior). Это тонкий нерв, который направляется книзу, входит в толщу одноимённой мышцы, предварительно соединившись с симпатическим сплетением, расположенным вокруг наружной сонной артерии
3. Двубрюшная ветвь (лат. r. digastricus) может отходить как от заднего ушного нерва, так и от ствола лицевого. Располагается несколько ниже шилоподъязычной ветви, спускается по заднему брюшку двубрюшной мышцы (лат. m. digastricus) и отдаёт к ней ветви. Имеет соединительную ветвь с языкоглоточным нервом.
4. Язычная ветвь (лат. r. lingualis) непостоянная, представляет собой тонкий нерв, огибающий шиловидный отросток и проходящий под нёбной миндалиной. Отдаёт соединительную ветвь к языкоглоточному нерву и иногда ветвь к шилоязычной мышце (лат. m. styloglossus).

Вступив в толщу околоушной железы лицевой нерв делится на две основные ветви: более мощную верхнюю и меньшую нижнюю. Далее эти ветви делятся на ветви второго порядка, которые расходятся радиально: вверх, вперёд и вниз к мышцам лица. Между этими ветвями в толще околоушной железы, образуются соединения, составляющие околоушное сплетение (лат. plexus parotideus).
От околоушного сплетения отходят следующие ветви — так называемая большая гусиная лапка (лат. pes anserinus major):
1. Височные ветви (лат. rr. temporales) — задняя, средняя и передняя. Они иннервируют верхнюю и переднюю ушную мышцы, лобное брюшко надчерепной мышцы, круговую мышцу глаза, мышцу, сморщивающую бровь.
2. Скуловые ветви (лат. rr. zygomatici) — две, иногда три, направляются вперёд и вверх и подходят к скуловым мышцам и к круговой мышце глаза.
3. Щёчные ветви[англ.] (лат. rr. buccales) — это три-четыре довольно мощных нерва. Отходят от верхней главной ветви лицевого нерва и посылают свои ветви к следующим мышцам: большой скуловой, мышце смеха, щёчной, поднимающей и опускающей угол рта, круговой мышце рта и носовой. Изредка между симметричными нервными ветвями круговой мышцы глаза и круговой мышцы рта имеются соединительные ветви.
4. Краевая ветвь нижней челюсти (лат. r. marginalis mandibulae) направляясь кпереди, проходит вдоль края нижней челюсти и иннервирует мышцы, опускающие угол рта и нижнюю губу, подбородочную мышцу.
5. Шейная ветвь (лат. r. colli) в виде 2-3 нервов идёт позади угла нижней челюсти, подходит к подкожной мышце, иннервирует её и отдаёт ряд ветвей, соединяющихся с верхней (чувствительной) ветвью шейного сплетения.

## Функция
Лицевой нерв в основном двигательный, но в составе его ствола проходят чувствительные (вкусовые) и парасимпатические (секреторные) волокна, которые принято рассматривать как составные части промежуточного нерва (лат. n.intermedius) (синонимы — нерва Врисберга, нерва Саполини, XIII черепного нерва).
Соответственно в лицевом нерве проходят волокна от нескольких ядер. Его основная (двигательная) часть в каудальных отделах покрышки варолиевого моста имеет одно двигательное ядро, состоящее из нескольких клеточных групп, каждая из которых обеспечивает иннервацию определённых мимических мышц. Те части ядра лицевого нерва, которые дают начало веточкам для лба и век имеют билатеральную корковую иннервацию. Мышцы лба представляют прекрасный пример для синергического акта обеих областей; равным образом и круговая мышца глаза при обыкновенных условиях сокращается одновременно справа и слева. Напротив, нижняя часть ядра лицевого нерва, которая отдаёт волокна ко рту и щекам имеет перекрёстную корковую иннервацию; при еде, мимике и т.п. одноимённые мускулы часто функционируют асимметрично. Также следует отметить, что ядро подъязычного нерва принимает участие в иннервации круговой мышцы рта, участка который иннервируют нижние ветви лицевого нерва. Поэтому парез губ, наблюдающийся рядом с нуклеарным параличом подъязычного нерва не доказывает поражения лицевого нерва, если нет других симптомов паралича.
Ядра промежуточного нерва располагаются в основном в продолговатом мозге и являются общими с языкоглоточным нервом (лат. n.glossopharyngeus). Это верхние части ядра одиночного пути (лат. nucleus tractus solitarii) и верхнего слюноотделительного ядра (лат. nucleus salivatorius superior). К промежуточному нерву относят также расположенные вблизи от двигательного ядра n.facialis скопление парасимпатических клеток, которые обеспечивают иннервацию слёзной железы.

## Ядра
Лицевой нерв имеет следующие центральные отделы:
1. Двигательное ядро лицевого нерва (лат. nucleus motorius n. facialis) — ход волокон ядра лицевого нерва в толще моста очень сложен: аксоны, которые выходят от клеток ядра, сначала направляются дорсально и медиально, доходя почти до дна четвёртого желудочка. Выступ на дне ромбовидной ямки, образованный этими волокнами называется лицевым бугорком. В образованной этими волокнами петле располагается ядро отводящего нерва. Далее  волокна лицевого нерва проходят через толщу моста и на его границе с продолговатым мостом выходят из вещества мозга. Эта область имеет название мостомозжечкового угла. Двигательное ядро лицевого нерва является составной частью нескольких рефлекторных дуг. Корнеальный рефлекс – сенсорные импульсы от слизистой оболочки глаза проводятся по глазничному нерву до основания чувствительного ядра. Здесь они переключаются на ядро лицевого нерва на этой же стороне. Эфферентная часть рефлекторной дуги представлена периферическим нейроном лицевого нерва. Зрительные импульсы достигают ядра лицевого нерва, проходя от верхних холмиков крыши среднего мозга по текто-бульбарному пути, вызывая смыкание век при достаточно ярком освещении глаз – мигательный рефлекс, или рефлекс зажмуривания. Слуховые импульсы достигают ядра n.facialis через дорсальное ядро трапециевидного тела. В зависимости от интенсивности шума, эта рефлекторная дуга обеспечивает либо расслабление, либо напряжение стременной мышцы.
2. Верхнее слюноотделительное ядро (лат. nucleus salivatorius superior) – это ядро расположено каудальнее и медиальнее ядра лицевого нерва, а именно – на границе между варолиевым мостом и продолговатым мозгом, вблизи дна четвёртого желудочка. Верхнее слюноотделительное ядро получает импульсы из обонятельной системы через задний продольный пучок. Стимулирующие аппетит запахи вызывают рефлекс слюноотделения. Слезотечение вызывается центральными стимулами из гипоталамуса (эмоции), поступающими через ретикулярную формацию, и импульсами из спинномозгового узла тройничного нерва (раздражение конъюнктивы).
3. Ядро одиночного пути (лат. nucleus tractus solitarii) является релейным пунктом для вкусовых волокон. Отсюда вкусовые импульсы идут в контралатеральный зрительный бугор (точный путь неизвестен) и оканчиваются в наиболее медиальной части задне-медиального вентрального ядра. Из таламуса аксоны других нейронов идут к основанию оперкулярной части постцентральной извилины вблизи островка.
4. Скопление около двигательного ядра лицевого нерва парасимпатических клеток – скорее всего аксоны этих клеток направляются к стременной мышце (m. stapedius).

## Клиника поражения

### Периферический паралич лицевого нерва
Поражение двигательной порции лицевого нерва приводит к периферическому параличу иннервируемых мышц — т.н. периферический паралич n.facialis. При этом развивается асимметрия лица, заметная в покое и резко усиливающаяся при мимических движениях. Половина лица на стороне поражения неподвижна. Кожа лба при попытке к её наморщиванию в складки на этой стороне не собирается, глаз больному прикрыть не удаётся. При попытке закрыть глаза глазное яблоко на стороне поражения заворачивается кверху (симптом Белла) и через зияющую глазную щель становится видна полоска склеры (заячий глаз, лагофтальм). В случае умеренного пареза круговой мышцы глаза, больной обычно имеет возможность прикрыть оба глаза, но не может прикрыть глаз на стороне поражения, оставив при этом глаз на здоровой стороне открытым (дискинезия век, или симптом Ревийо). Следует указать, что во время сна глаз закрывается лучше (расслабление мышцы, поднимающей верхнее веко). При надувании щёк воздух выходит через парализованный угол рта, щека на той же стороне «парусит» (симптом паруса). Носогубная складка на стороне паралича мышц сглажена, угол рта опущен. Пассивное поднятие пальцами углов рта больного ведёт к тому, что угол рта на стороне поражения лицевого нерва из-за пониженного тонуса мышц приподнимается выше (симптом Руссецкого).. При попытке оскалить зубы на стороне парализованной круговой мышцы рта они остаются прикрытыми губами. В связи с этим асимметрия ротовой щели грубо выражена, ротовая щель несколько напоминает теннисную ракетку, повёрнутую ручкой в сторону поражения (симптом ракетки). Больной при параличе мимических мышц, обусловленном поражением лицевого нерва, испытывает затруднения во время еды, пища постоянно заваливается за щёку и её приходится извлекать оттуда языком. Иногда наблюдается прикусывание слизистой оболочки щеки на стороне паралича. Жидкая пища и слюна могут вытекать из угла рта на поражённой стороне. Определённую неловкость больной испытывает и при разговоре. Ему трудно свистнуть, задуть свечу.
Вследствие пареза круговой мышцы глаза (паретическое нижнее веко) слеза не попадает полностью в слёзный канал и вытекает наружу – создаётся впечатление повышенного слезоотделения.
При невропатии лицевого нерва в поздний период возможно появление контрактуры с перетягиванием лица в здоровую сторону.
После периферического паралича n.facialis возможна частичная или неправильная регенерация повреждённых волокон, особенно вегетативных. Сохранившиеся волокна могут посылать новые аксоны к повреждённым частям нерва. Такая патологическая реиннервация способна объяснить возникновение контрактур или синкинезий в мимической мускулатуре лица. С несовершенной реиннервацией связан синдром крокодиловых слёз или синдром Богорада (парадоксальный вкусо-слёзный рефлекс). Предполагают, что секреторные волокна для слюноотделительных желёз прорастают в шванновские оболочки дегенерированных повреждённых волокон, первоначально снабжавших слёзную железу.
Анатомо-физиологические условия, которые представляют ход лицевого нерва, дают возможность по клинической картине очень точно диагностировать место, где произошёл перерыв проводимости этих систем:

#### Повреждение лицевого нерва в пирамиде височной кости
- Проксимально относительно барабанной струны (лат. chorda tympani) – периферический паралич лицевого нерва, отсутствие вкусовой чувствительности на передних 2/3 языка. У больных часто отмечается сухость во рту за счёт расстройства секреции подчелюстной и подъязычной слюнных желёз.
- Проксимально относительно стременного нерва (лат. n.stapedius) — периферический паралич лицевого нерва, отсутствие вкусовой чувствительности на передних 2/3 языка. У больных часто отмечается сухость во рту за счёт расстройства секреции подчелюстной и подъязычной слюнных желёз, гиперакузия – ненормально тонкий слух и особенная чувствительность к низким тонам
- Проксимально относительно большому каменистому нерву лат. n.petrosus major — периферический паралич лицевого нерва, отсутствие вкусовой чувствительности на передних 2/3 языка. У больных часто отмечается сухость во рту за счёт расстройства секреции подчелюстной и подъязычной слюнных желёз; часто нервная глухота вследствие сочетанного повреждения преддверно-улиткового нерва лат. n.vestibulocochlearis; только когда она отсутствует – гиперакузия; отсутствие слезоотделения – ксерофтальмия.

Могут возникать следующие синдромы:
- Синдром внутреннего слухового прохода (синдром Ляница), состоящий из признаков поражения слухового и лицевого нервов на стороне патологического очага. При этом могут отмечаться шум в ухе, снижение слуха по звуковоспринимающему типу, признаки периферического паралича лицевого нерва. Чаще отмечается в ранней стадии роста невриномы VIII нерва.
- Синдром боковой цистерны моста или синдром мосто-мозжечкового угла состоит из сочетания признаков поражения черепных нервов, проходящих через боковую цистерну варолиева моста, то есть VIII, VII и V черепных нервов. Этот синдром чаще всего возникает при невриномах VIII нерва.

#### Повреждение лицевого нерва в полости черепа
Вышеперечисленные симптомы. Нередко двусторонний паралич лицевого нерва (базальный менингит). В большинстве случаев также поражаются другие нервы, а также имеются общемозговые симптомы.

#### Повреждение ядра лицевого нерва
Ядра могут страдать при дегенеративных заболеваниях (прогрессивный бульбарный паралич, сирингобульбия), дисциркуляторных и воспалительных процессах (полиоэнцефалит), опухоли варолиева моста или кровоизлияниях в варолиев мост. Клинически поражения ядра лицевого нерва проявляется его периферическим параличом. Так как патологические процессы редко изолированно затрагивают только ядро лицевого нерва, то выделяют следующие синдромы
- Синдром Мийяра-Гюблера, состоящий из сочетания признаков периферического паралича лицевого нерва на стороне патологического очага, обусловленных поражением ядра или корешка лицевого нерва, и центрального гемипаралича или гемипареза на противоположной патологическому очагу стороне, возникшего в связи с поражением пирамидных путей
- Синдром Фовилля, проявляющийся параличом мышц, иннервируемых лицевым и отводящим нервами на стороне патологического очага, и центральным гемипараличом или гемипарезом, а иногда и гемианестезией или гемигипестезией на противоположной стороне. Синдромы Фовилля и Мийяра-Гюблера возникают  при обструкции циркумферентных ветвей основной артерии.
- Синдром каудальных отделов покрышки моста – причиной является обструкция  коротких и длинных циркумферентных ветвей основной артерии. Симптоматика – ипсилатеральный ядерный паралич лицевого и отводящего нервов; нистагм (вследствие поражения медиального продольного пучка); паралич взора в сторону очага поражения; ипсилатеральная гемиатаксия и асинергия (вследствие поражения средней мозжечковой ножки); контралатеральная анальгезия и терманестезия (вследствие поражения латерального спиноталамического пути); гипестезия тактильной, вибрационной, чувствительности, чувства положения (вследствие поражения медиальной петли); ипсилатеральные миоритмии мягкого нёба и глотки (вследствие поражения центрального покрышечного пути).

### Центральный паралич лицевого нерва
При локализации патологического очага в коре мозга или по ходу кортико-нуклеарных путей, имеющих отношение к системе лицевого нерва, развивается центральный паралич лицевого нерва. При этом центральный паралич или чаще парез развивается на стороне, противоположной патологическому очагу, лишь в мышцах нижней части лица, иннервация которых обеспечивается через посредство нижней части ядра лицевого нерва. Парез мимических мышц по центральному типу обычно сочетается с гемипарезом.
При сугубо ограниченном очаге в корковой проекционной зоне лицевого нерва отставание угла рта на противоположной половине лица по отношению к патологическому очагу констатируется лишь при произвольном оскале зубов. Эта асимметрия полностью нивелируется при эмоционально-выразительных реакциях (при смехе и плаче), ибо рефлекторное кольцо этих реакций замыкается на уровне лимбико-подкорково-ретикулярного комплекса. В связи с этим несмотря на существование надъядерного паралича, мускулатура лица способна на непроизвольные движения в виде клонического тика, или тонического лицевого спазма, поскольку сохраняются связи лицевого нерва с экстрапирамидной системой. Возможно сочетание изолированного надъядерного паралича с приступами джексоновской эпилепсии.

## Методика исследования
Начиная осмотр больного, прежде всего необходимо отметить наличие или отсутствие нарушений мимики и движения мимических мышц.
При поражении лицевого нерва происходит сглаживание природных складок на лбу, носогубной складки. Обращают внимание на ширину глазной щели, расположение бровей и т.д.
Больному предлагается выполнить ряд тестов:
1. Закрыть глаза,
2. Закрыть попеременно сначала один, а потом другой глаз,
3. Зажмурить глаза,
4. Поднять брови,
5. Нахмурить брови,
6. Поморщить нос,
7. Оскалить зубы,
8. Надуть щёки,
9. Подуть, посвистеть,
10. Образовать складку на шее.

Следует проследить, выполняются ли движения одинаково с обеих сторон.
Также у больного необходимо проверить вкусовую чувствительность на передних 2/3 языка.